# Touldé Doubango
 (mai 2010).
Si vous disposez d'ouvrages ou d'articles de référence ou si vous connaissez des sites web de qualité traitant du thème abordé ici, merci de compléter l'article en donnant les références utiles à sa vérifiabilité et en les liant à la section « Notes et références ».
Touldé Doubango est un village principalement Halpuaar, situé à 350 kilomètres au sud de Nouakchott, dans la région du Brakna, précisément dans le département de Boghé. Le village est peuplé d'environ 10 000 habitants, il s'agit du plus peuplé de Boghé, après Boghé Dow, constitué de commerçants et d'agriculteurs. Son rapprochement avec Boghé ville et Grand Carrefour justifie sa position stratégique de la ville de Boghé.
Le village dispose d'une grande école fondamentale. Le village dispose d'une coopérative féminine qui est la plus grande du département qui reçoit des financements extérieurs et des recettes de ses activités. La jeunesse est regroupée au sein d'une association appelée UJTD.
Avec le développement urbain, le village de Touldé fait partie de la communauté urbaine de Boghé, devenu administrativement, un quartier de la ville Boghé. 